# Майя, Пабло
Па́бло Гонса́лвес Ма́йя Фортуна́то (порт.-браз. Pablo Gonçalves Maia Fortunato; 10 января 2002, Бразополис, Бразилия) — бразильский футболист, полузащитник клуба «Сан-Паулу» и сборной Бразилии.

## Карьера в сборной
23 марта 2024 года Майя дебютировал за сборную Бразилии в товарищеском матче против сборной Англии.

## Статистика выступлений

### Выступления за сборную
| Сборная          | Год              | Товарищеские матчи | Товарищеские матчи | Итого | Итого |
| Сборная          | Год              | Игры               | Голы               | Игры  | Голы  |
| ---------------- | ---------------- | ------------------ | ------------------ | ----- | ----- |
| Бразилия         | 2024             | 1                  | 0                  | 1     | 0     |
| Всего за карьеру | Всего за карьеру | 1                  | 0                  | 1     | 0     |

### Матчи и голы за сборную
| Матчи и голы Майи за сборную Бразилии | Матчи и голы Майи за сборную Бразилии | Матчи и голы Майи за сборную Бразилии | Матчи и голы Майи за сборную Бразилии | Матчи и голы Майи за сборную Бразилии | Матчи и голы Майи за сборную Бразилии |
| №                                     | Дата                                  | Оппонент                              | Счёт                                  | Голы                                  | Соревнование                          |
| ------------------------------------- | ------------------------------------- | ------------------------------------- | ------------------------------------- | ------------------------------------- | ------------------------------------- |
| 1                                     | 23 марта 2024                         | Англия                                | 1:0                                   | —                                     | Товарищеский матч                     |

Итого: 1 матч / 0 голов; 1 победа, 0 ничьих, 0 поражений.

## Достижения
«Сан-Паулу»
- Обладатель Кубка Бразилии: 2023
- Обладатель Суперкубка Бразилии: 2024